# Decade Volcanoes

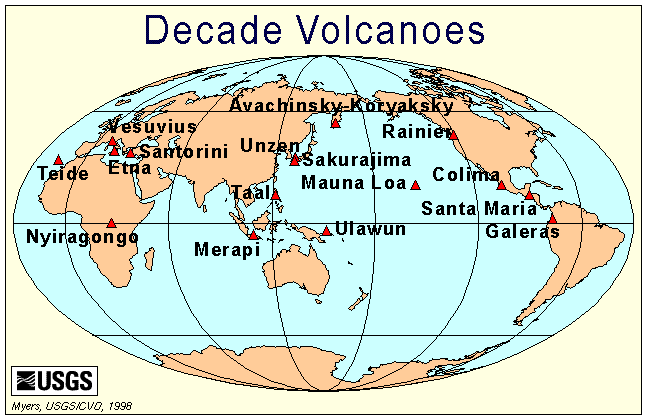
A 16 vulkán elhelyezkedése

A Decade Volcanoes (jelentése: az évtized vulkánjai) egy 16 vulkánt tartalmazó lista, amelyeket a Nemzetközi Vulkanológiai és a Föld Belsejének Kémiai Társasága (IAVCEI) a nagy, pusztító erejű kitöréseik és a sűrűn lakott területekhez való közelségük miatt érdemesnek tart a megkülönböztetett tanulmányozásra. A Decade Volcanoes projekt tanulmányokat és figyelemfelkeltő tevékenységeket ösztönöz ezeknél a vulkánoknál azzal a céllal, hogy jobban megismerjük a vulkánokat és az általuk jelentett veszélyeket, és ezáltal csökkenteni tudjuk a természeti katasztrófák súlyosságát.
Azért kapták a Decade Volcanoes nevet, mert a projektet az 1990-es években az ENSZ által támogatott, a természeti katasztrófák csökkentésének nemzetközi évtizede (International Decade for Natural Disaster Reduction) keretében indították el.
Egy vulkán akkor nevezhető a Decade Volcanoes listára, ha egynél több vulkanikus veszélyt mutat (a közelben élők tefrahullást, piroklasztikus áradásokat, lávafolyásokat, laharokat, vulkáni felépítmény instabilitását és lávakupola-összeomlást tapasztalhatnak); a közelmúltban geológiai tevékenységet mutat; sűrűn lakott területen található (a lista bármelyik vulkánjánál bekövetkező kitörés több tíz- vagy százezer embert fenyegethet, ezért a kitörési veszélyek enyhítése ezeknél a vulkánoknál létfontosságú); a tanulmányozása politikailag és fizikailag is lehetséges; és a munka helyi támogatással rendelkezik.

## A vulkánok listája
A következő vulkánokat választották a Decade Volcanoes lista 16 jelenlegi tagjának:
| Vulkán                   | Magasság                                    | Régió                                   | Ország                          | Veszélyeztetett lakosság (láva, lahar, hamufelhő) | Utolsó ismert kitörés                    | Érintett régió/Miért került a listára |
| ------------------------ | ------------------------------------------- | --------------------------------------- | ------------------------------- | ------------------------------------------------- | ---------------------------------------- | --- |
| Avacsinszkij-Korjakszkij | 2741 m (Avacsinszkij), 3456 m (Korjakszkij) | Kamcsatkai határterület                 | Oroszország                     | 179 367 (2021-es becslés)                         | 2001 (Avacsinszkij), 2009 (Korjakszkij ) | A Petropavlovszk-Kamcsatszkijhoz való közelségük miatt. |
| Colima                   | 3820 m                                      | Colima/ Jalisco                         | Mexikó                          | 770 000 (2019-es becslés)                         | 2019                                     | Colima állam egész területe |
| Galeras                  | 4276 m                                      | Nariño megye                            | Kolumbia                        | 1 630 000 (2018-as becslés)                       | 2014                                     | Nariño megye teljes területe |
| Mauna Loa                | 4169 m                                      | Hawaii                                  | Amerikai Egyesült Államok       | NA                                                | 2022                                     | A Hawaii-szigetek aktív pajzsvulkánjai közül a legnagyobb. Alsó részei több irányban lakottak, de a legveszélyesebb Hilo városára nézve. |
| Etna                     | 3326 m                                      | Szicília                                | Olaszország                     | 1 100 000                                         | 2013–jelenleg                            | Catania egész városi körzete a légszennyezés és a hamufelhők miatt. Lávabombák és heves VEI 3 kitörések. |
| Mount Merapi             | 2910 m                                      | Közép-Jáva/Yogyakarta speciális terület | Indonézia                       | 5 050 000 (2019-es becslés)                       | 2024                                     | Yogyakarta különleges régiójának egésze és a Klaten Régensség |
| Nyiragongo               | 3470 m                                      | Észak-Kivu tartomány                    | Kongói Demokratikus Köztársaság | 2 000                                             | 2021.május 22. – jelenleg, VEI 0-2.      | Évtizedek óta nincs népszámlálás Goma kiterjedt városában. A lávája köztudottan nagyon folyékony és gyorsan mozgó. A 2021. májusi kitörés 32 ember halálát okozta és több ezer embert sebesített meg. Jelenleg nem figyelik a szeizmikus aktivitást. |
| Mount Rainier            | 4392 m                                      | Washington állam                        | Amerikai Egyesült Államok       | 795 000 (2010)                                    | 1894-1895, (kisebb freatikus)            | Pierce megye egésze, és potenciálisan egészen Seattle-ig. A Mount Rainier a Cascade vulkáni ív egyik legjegesedettebb rétegvulkánja. Képes hatalmas laharok kibocsátására, amint azt az alatta lévő völgyek minden irányban bizonyítják. Ismertek róla földcsuszamlás típusú laharok és hóolvadásos laharok is. Az USGS szerint az USA egyik legveszélyesebb vulkánja. |
| Vezúv                    | 1281 m                                      | Campania                                | Olaszország                     | 3 085 000                                         | 1944. március 17-23, VEI 3               | Nápoly egész metropolisza. Régóta veszélyezteti a közeli városokat, képes nagy piroklasztikus áramlásokra. Kr. u. 79-ben elpusztította Herculaneumot és Pompeiit, VEI 5 kitörés. |
| Mount Unzen              | 1486 m                                      | Nagaszaki/ Kumamoto prefektúra          | Japán                           | 1 320 000 (2019-es becslés)                       | 1995                                     | Nagaszaki prefektúra, cunami-potenciál |
| Szakuradzsima            | 1117 m                                      | Kagosima prefektúra                     | Japán                           | 1 470 000 (2019-es becslés)                       | 2022                                     | Kagoshima prefektúra egésze, kivéve az Amami-szigeteket |
| Santa María              | 3772 m                                      | Quetzaltenango megye                    | Guatemala                       | 1 127 000 (2018-as becslés)                       | 2013. augusztus 23.                      | Quetzaltenango és Retalhuleu megyék egésze |
| Szantorini (Théra)       | 367 m                                       | Dél-Égei-szigetek                       | Görögország                     | NA                                                | 1950                                     | Szantorini egész szigete valaha sokkal nagyobb volt. Kr. e. 1646-ban az akkor még Théra nevű Szantorini erőteljesebb kitörést szenvedett, mint a Krakatau 1880-as kitörése. Az egykori vulkán maradványa ma három sziget, a felszín alatt rejtőző kalderával. Szökőárveszélyes; a feljegyzések szerint i. e. 1646-ban szökőárat okozott                                |
| Taal                     | 311 m                                       | Calabarzon                              | Fülöp-szigetek                  | 24 393 000 (2020-as becslés)                      | 2021                                     | Batangas, Cavite, Metro Manila és Laguna tartományok egész területén |
| Teide                    | 3715 m                                      | Kanári-szigetek                         | Spanyolország                   | 900 000                                           | 1909                                     | Tenerife, szökőárveszély |
| Ulawun                   | 2334 m                                      | East New Britain / West New Britain     | Pápua Új-Guinea                 | NA                                                | November 2023                            | NA |

- Megjegyzés: A kitörés során a láva/-/lahar-/hamufolyamok által veszélyeztetett lakosság, a lehetséges szökőár és a távoli hamukihullás nélkül.

## Fordítás
- Ez a szócikk részben vagy egészben  a   Decade Volcanoes című angol Wikipédia-szócikk ezen változatának fordításán alapul.  Az eredeti cikk szerkesztőit annak laptörténete sorolja fel. Ez a jelzés csupán a megfogalmazás eredetét és a szerzői jogokat jelzi, nem szolgál a cikkben szereplő információk forrásmegjelöléseként.